# Fridas visor
För Birger Sjöbergs vissamling, se Fridas bok.
För sångspelet Fridas visor, se Fridas visor (sångspel).
Fridas visor är en svensk dramafilm från 1930 i regi av Gustaf Molander.

## Om filmen
Filmen premiärvisades 15 september 1930 i på biograf Röda Kvarn i Stockholm. Den spelades in i Filmstaden Råsunda av J. Julius. 
Förlaga till filmen är Birger Sjöbergs vissamlingar Fridas bok som utgavs 1922 och Fridas andra bok som utgavs 1929. Musiken i filmen framfördes av SF-orkestern under ledning av Eric Bengtson.

## Rollista i urval
- Elisabeth Frisk – Frida Blomgren, kassörska hos Brickman
- Bengt Djurberg – poeten Åke Brunander, butiksbiträde hos Gyllberg
- Tore Svennberg – rådman P.A. Brickman
- Sigurd Wallén – specerihandlare Gyllberg
- Håkan Westergren – Hans "Hasse" Brickman, P.A. Brickmans son
- Lili Lani – miss Daisy, duvdrottningen
- Albert Paulig – cirkusdirektör Kauffmann
- Gull Natorp – postfröken
- Mona Geijer-Falkner  servitris på restaurangen
- John Melin – en frivillig brandsoldat
- Harry Ahlin – en clown
- Annalisa Ericson – cirkusdansös utanför cirkusvagnarna
- Birgit Sandberg – miss Daisys medhjälpare
- Thure Holm – äldre man på restaurangens gubbhylla
- Thor Christiernsson – äldre man på restaurangens gubbhylla

## Musik i filmen
- Marsch till festplatsen, kompositör och text Birger Sjöberg, instrumental.
- Erinran, kompositör och text Birger Sjöberg, instrumental.
- I festglädjens yra, kompositör och text Birger Sjöberg, instrumental.
- På dansbanan, kompositör och text Birger Sjöberg, instrumental.
- Balen hos apotekaren, kompositör och text Birger Sjöberg, instrumental.
- Fjärilen på Haga, kompositör och text Birger Sjöberg, sång Bengt Djurberg
- Den första gång jag såg dig, kompositör och text Birger Sjöberg, sång Bengt Djurberg
- Santa Lucia (Sankta Lucia), kompositör och italiensk text Teodoro Cottrau, svensk text Natten går tunga fjät Arvid Rosén svensk text Sankta Lucia, ljusklara hägring Sigrid Elmblad, instrumental.
- La donna è mobile. ur Rigoletto (Ack, som ett fjun så lätt. ur Rigoletto), kompositör Giuseppe Verdi, text Francesco Maria Piave svensk text Ernst Wallmark, sång Sigurd Wallén
- Längtan till Italien (Jag längtar till Italien), kompositör och text Birger Sjöberg, sång Bengt Djurberg
- Sov, hulda ros, i ro, kompositör och text Birger Sjöberg, sång Sigurd Wallén, Ernst Brunman och Bengt Djurberg
- Lilla Paris, kompositör och text Birger Sjöberg, sång Bengt Djurberg
- Bä, bä, vita lamm, kompositör Alice Tegnér, text August Strindberg efter barnramsan Ba, Ba, Black Sheep, instrumental.
- Jeg elsker Dig, kompositör Edvard Grieg, text H.C. Andersen, instrumental.
- Serenad, violin, piano, nr 1, A-dur (Kubelík-serenaden), kompositör František Drdla, instrumental.
- Kinderszenen, op. 15. Träumerei, kompositör Robert Schumann, instrumental.
- Tröst i glaset, kompositör och text Birger Sjöberg, sång Bengt Djurberg
- Duvdrottningen, kompositör och text Birger Sjöberg, instrumental.
- Bleka Dödens minut, kompositör och text Birger Sjöberg, sång Bengt Djurberg
- Schlummerlied, nr 16, op. 124, kompositör Robert Schumann, instrumental.
- Frida sörjer sommaren, kompositör och text Birger Sjöberg, sång Bengt Djurberg
- Aftontankar vid Fridas ruta (Vårnattstankar vid Fridas ruta), kompositör och text Birger Sjöberg, sång Bengt Djurberg
- Båtfärd (Så glida vi), kompositör och text Birger Sjöberg, sång Bengt Djurberg